# Meleșkî, Hadeaci
Meleșkî (în ucraineană Мелешки) este un sat în comuna Berezova Luka din raionul Hadeaci, regiunea Poltava, Ucraina.

## Demografie
Componența lingvistică a localității Meleșkî
     Ucraineană (99,46%)
     Alte limbi (0,54%)
Conform recensământului din 2001, majoritatea populației localității Meleșkî era vorbitoare de ucraineană (99,46%), existând în minoritate și vorbitori de alte limbi.